# Philochortus zolii
Espèce
Synonymes
- Philochortus lhotei Angel, 1936

Statut de conservation UICN

 EN B2ab(ii,iii) : En danger
Philochortus zolii est une espèce de sauriens de la famille des Lacertidae.

## Répartition
Cette espèce se rencontre en Égypte, en Libye, au Niger, en Mauritanie et dans le sud de l'Algérie.

## Étymologie
Cette espèce est nommée en l'honneur du président de la Società Geografica Italiana, M. Zolio.

## Publication originale
- Scortecci, 1934 : Descrizione preliminare di una nuova specie del genere Philochortus (Philochortus zolii) della zona di Gat (Missione della reale Societa Geografica). Atti Societa Italiana di Scienze Naturale, vol. 73, p. 305-308.
- Zavattari, E. 1937. I Vertebrati della Libia. - Festschrift für Prof. Dr. EMBRIK STRAND. Vol. II, Riga, Latvia: 526-560.
- Naia, M., Sow, A.S.Campos, J., El Abidine Sidatt, Z. & Brito, J.C. 2021. Distribution, ecology and conservationof Philochortus zolii in Mauritania: implications for the long-term persistence of an endangered lizard. -African Journal of Herpetology, 70 (2): 166-176.
- Haddad, K., Nemouchi, H. & Benguedouar, B. 2024. Second documented observation of the Sahara Orangetail Grass Lizard Philochortus zolii (SCORTECCI, 1934) in Algeria and its new distribution in Africa. L@CERTIDAE (Eidechsen Online), (1): 1-8.